# Байково (Болгария)
Байково (болг. Байково) — село в Болгарии. Находится в Шуменской области, входит в общину Хитрино. Население составляет 162 человека.

## Политическая ситуация
В местном кметстве Байково, в состав которого входит Байково, должность кмета (старосты) исполняет Илхан Мустафа Ахмед (Движение за права и свободы (ДПС)) по результатам выборов.
Кмет (мэр) общины Хитрино — Нуридин Басри Исмаил (ДПС) по результатам выборов.